# 本多忠誠
本多 忠誠（ほんだ ただしげ）は、江戸時代中期から後期にかけての大名。陸奥国泉藩の第3代藩主。官位は従五位下・河内守、越中守。忠以系本多家6代。

## 略歴
宝暦11年（1761年）1月、第2代藩主・本多忠籌の庶長子として誕生。正室所生の弟・忠雄が世子となっていたが、天明5年（1785年）に父によって廃嫡され、代わって忠誠が世子となる。寛政11年（1799年）10月23日、父の隠居により家督を継いだ。
藩政においては父の政策を受け継ぎ、農村救済や学問の奨励、さらに藩財政再建を目的とした倹約を行なっている。文化12年（1815年）7月5日、長男・忠知に家督を譲って隠居する。天保3年（1832年）3月8日に死去した。享年72。

## 系譜
父母
- 本多忠籌（父）
- 後藤氏 ー 側室（母）

正室
- 八百子 ー 板倉勝暁の娘

側室
- 美保子（美代）

子女
- 本多忠知（長男）生母は八百子（正室）
- 松平忠衛
- 遠山景祚
- 本多忠慎（四男）生母は美保子（側室）
- 安藤忠隆
- 荒木忠寛
- 本多忠弟
- 本多忠久
- 秋田貞行
- 千子 ー 稲葉正盛正室
- 俊子 ー 小谷忠貞室
- 豊子 ー 荒木忠純の養女

養女
- 曾根子 ー 山口弘致継室、本多忠雄の娘